# Michael Hooper
Pour l’article homonyme, voir Hooper.

a Compétitions nationales et continentales officielles uniquement.

b Matchs officiels uniquement.
Dernière mise à jour le 30 juin 2024.
Michael Hooper, né le 29 octobre 1991 à Sydney (Australie), est un joueur international australien de rugby à XV évoluant au poste de troisième ligne aile.
Avec les Wallabies, il remporte le Rugby Championship 2015 puis s'incline en finale de la Coupe du monde 2015. Il remporte avec les Waratahs l'édition 2014 du Super Rugby.

## Carrière

### Enfance
Michael Hooper est le fils d'un joueur anglais de rugby à XV, David Hooper, originaire de Maidstone dans le Kent en Angleterre, qui joue pour le club de Blackheath Rugby Club avant de rejoindre l'Australie, pour s'installer à Manly, dans le nord de Sydney. Il joue avec le club de Manly et évolue également avec la sélection de la Nouvelle-Galles du Sud. Sa mère est une australienne prénommée Raeleen.

### Débuts professionnels avec les Brumbies
Après avoir fait son apprentissage du rugby au sein du Sydney’s Eastern Suburbs club, il est recruté par la franchise des ACT Brumbies. Il fait ses débuts avec ces derniers face aux Waikato Chiefs, inscrivant un essai. Pour cette première saison en Super 14, il dispute cinq rencontres. Il dispute ensuite dix rencontres lors de la saison suivante, inscrivant un nouvel essai, lors de la rencontre face à la franchise sud-africaine des Cheetahs. Lors de cette même saison 2011, il est désigné joueur australien des moins de 20 ans. 
Présent dans le groupe de joueurs sélectionnés par David Nucifora pour défendre les couleurs australiennes lors du Championnat du monde junior 2011, il inscrit deux essais, face aux Fidji et la France. Il est capitaine de l'équipe australienne qui s'incline en demi-finale face aux Baby Blacks, surnom de la sélection néo-zélandaise sur le score de 37 à 7.
Fin mai, il figure parmi les quatorze joueurs ne comptant aucune sélection dans le groupe des 39 joueurs  sélectionnés pour préparer le début de la saison internationale australienne. Il participe aux trois premiers matchs des Wallabies, face à l'Écosse, et deux tests face au pays de Galles, les trois en tant que remplaçant. Avec la blessure de David Pocock face aux All Blacks lors du premier test du Rugby Championship 2012, il se voit titularisé au poste de troisième ligne aile côté ouvert. Il dispute les cinq rencontres restantes de la compétition, compétition remportée par les All Blacks. Il est de nouveau titulaire lors de la troisième rencontre de l'année face aux Néo-Zélandais, puis figure dans le groupe pour la tournée de novembre en Europe. Il participe à la défaite 33 à 6 face à la France, et aux victoires 20 à 14 face à l'Angleterre et 22 à 19 face à l'Italie. Lors du dernier match de la tournée, face au pays de Galles, le poste de titulaire est de nouveau confié à Pocock, de retour de blessure. Il figure au troisième rang du classement désignant le vainqueur de la John Eales Medal Nathan Sharpe et David Pocock.

### Premier titre avec les Waratahs
Sollicité par les Brumbies, franchise avec laquelle il est en fin de contrat, et les Melbourne Rebels, c'est finalement la franchise des Waratahs qu'il rejoint en 2012 pour le début de la saison 2013. Lors de celle-ci, il dispute quinze des seize rencontres de sa franchise qui termine à la troisième place de conférence australienne et ne se qualifie par pour la phase finale. Il est titulaire lors de ces quinze rencontres, inscrivant trois essais, face aux Rebels, à la franchise sud-africaine des Southern Kings et aux Brumbies. Il est élu meilleur joueur australien du Super XV, succédant à Will Genia. Il devance George Smith et Will Genia. Il prolonge son contrat avec les Waratahs pour trois nouvelles saison.
Il est choisi dans le groupe de 31 joueurs qui doivent préparer la série de trois tests face aux Lions lors de la tournée de ceux-ci. Titularisé lors du premier test, défaite 23 à 21 à Brisbane, il doit jouer les 30 dernières minutes au poste de centre après les blessures de Christian Leali'ifano, Berrick Barnes et Pat McCabe. Il est reconduit pour le match de Melbourne une semaine plus tard où les Wallabies s'imposent 16 à 15. Toutefois, lors du match décisif, il doit laisser sa place à George Smith. Les Lions s'imposent 41 à 16 pour remporter la série. Hooper remplace Smith après un peu plus d'une heure de jeu. Hooper est confirmé au poste de titulaire lors du Rugby Championship où il dispute les six rencontres, l'Australie s'inclinant lors des confrontations face aux All Blacks et aux Springboks, mais remportant les deux matchs face aux Pumas argentins.
Aprrès une troisième défaite en Bledisloe Cup face aux Néo-Zélandais, il fait partie de la tournée des Wallabies en Europe où ces derniers disputent cinq rencontres. Après une défaite à Twickenham face aux Anglais sur le score de 20 à 13, les Australiens s'imposent 50 à 20 face à l'Italie, puis 32 à 15 face à l'Irlande, rencontre où Hooper inscrit deux des quatre essais de son équipe. Les Wallabies terminent leur tournée par deux nouvelles victoires, 21 à 15 face à l'Écosse puis 30 à 26 face au pays de Galles.
Juste avant cette tournée, il reçoit la John Eales Medal.
Lors de la saison 2014 de Super 15, il est désigné capitaine des Waratahs en début de saison après la blessure de Dave Dennis. Ces derniers, avec douze victoires pour seulement quatre défaites lors de la première phase terminent avec le meilleur bilan de celle-ci, obtenant le droit de disputer la demi-finale à domicile. Après une victoire 26 à 8 face aux Brumbies, ils reçoivent de nouveau en finale face aux Crusaders. La franchise des Waratahs remporte le premier Super 15 de son histoire en s'imposant 33 à 32. Michael Hooper dispute les dix-huit rencontres en tant que titulaire, inscrivant deux essais. 
En juin, il est désigné vice-capitaine des Wallabies avec Adam Ashley-Cooper. Quelques jours plus tard, à seulement 22 ans, il devient le 82e capitaine des Wallabies, succédant à Stephen Moore, forfait pour la saison pour une blessure à un genou. L'Australie commence sa saison internationale par trois rencontres face à la France, trois victoires, 50 à 23 à Brisbane, Hooper inscrivant l'un des sept essais australiens, 6 à 0 à Melbourne et 39 à 13 à Sydney. Lors du Rugby Championship, l'Australie contraint les All Blacks a un match nul 12 partout lors du premier match à Sydney. Une semaine plus tard, à Auckland, les Néo-Zélandais s'imposent 51 à 20, six essais à deux dont un de Hooper. Les Australiens enchainent par deux victoires, à Perth face aux Springboks sur le score de 24 à 23, puis à Gold Coast face aux Pumas sur le score de 32 à 25, Michael Hooper inscrivant deux des essais australiens. Lors des deux derniers matchs de la compétition, les Australiens s'inclinent 28 à 10 au Cap face à l'Afrique du Sud puis 21 à 17 à Mendoza, cette dernière rencontre étant la première victoire des Pumas dans la compétition.
Lors du troisième match de Bledisloe Cup, les Australiens s'inclinent à Brisbane sur le score de 29 à 28 avant de se rendre en Europe. Après une victoire face au pays de Galles, ils concèdent trois défaites, 29 à 26 face à la France, 25 à 23 face à l'Irlande et 26 à 17 face à l'Angleterre. 
Pour la deuxième année consécutive, les Waratahs terminent à la première place de la conférence australienne lors de la Saison 2015 de Super 15, obtenant la possibilité de disputer à domicile la demi-finale face aux Highlanders. Ces derniers s'imposent 35 à 17. Michal Hooper dispute de nouveau les dix-sept rencontres de sa franchise, inscrivant deux essais.
En juin, il prolonge le contrat le liant alors jusqu'à fin 2016 avec l'Australian Rugby Union, Fédération australienne de rugby à XV, le nouveau terme étant porté à 2018. Il retrouve un rôle de vice-capitaine, le poste de capitaine étant confié par Michael Cheika à Stephen Moore. Lors de la première journée du Rugby Championship, il inscrit le deuxième essai australien, sa sélection s'imposant finalement face aux Wallabies sur le score de 24 à 20. Jugé coupable pour un coup de poing sur Nicolás Sánchez, l'ouvreur argentin lors de la deuxième journée, il est condammé à une semaine de suspension, qu'il purge à l'occasion de la journée de championnat australien intercalé entre la rencontre face aux Pumas et la dernière journée du Rugby Championship. Cela lui permet de postuler à ce match face aux All Blacks. 

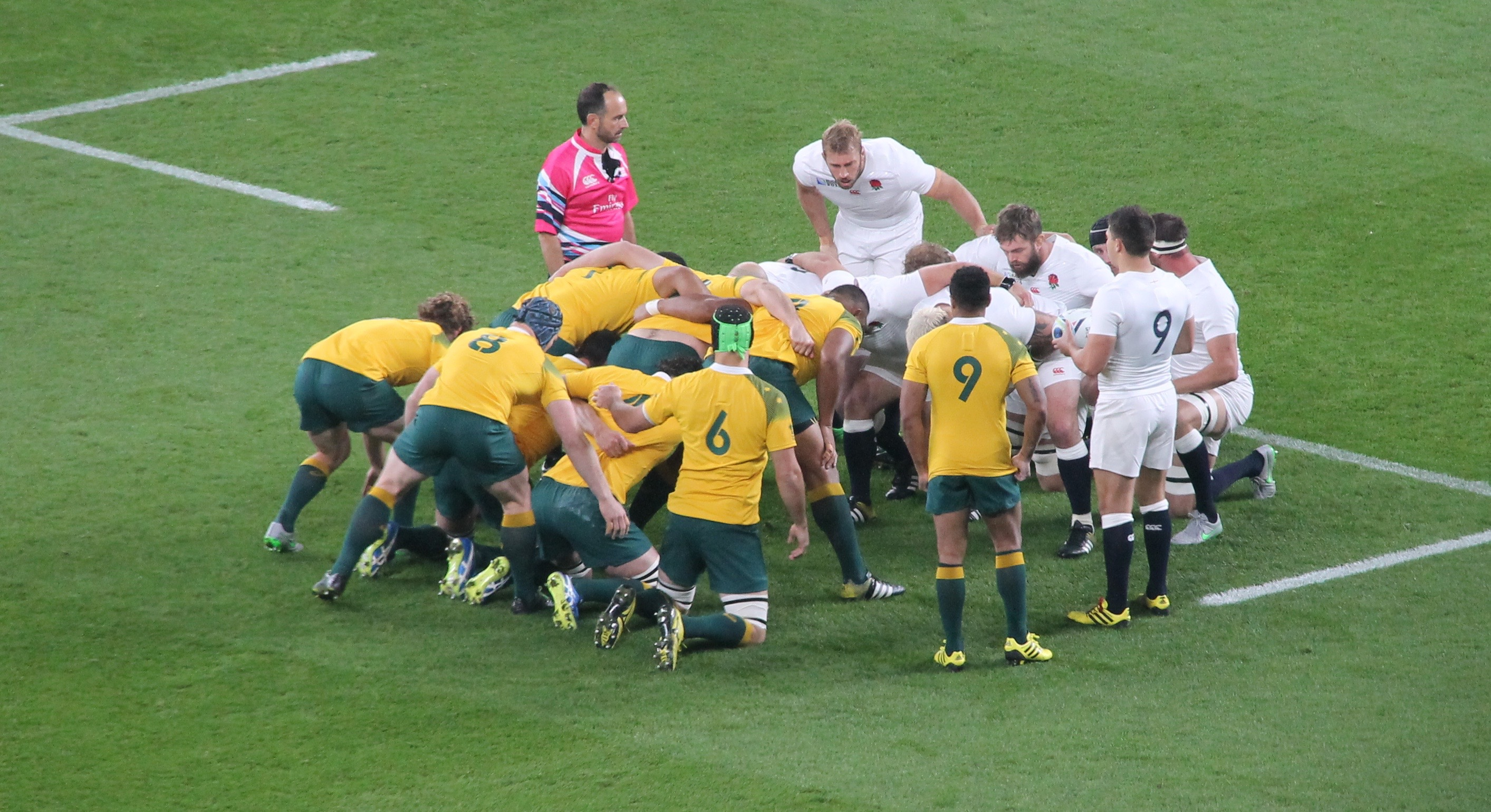
Angleterre-Australie lors de la Coupe du monde 2015.

Retenu par Michael Cheika dans les groupes de 31 joueurs pour la Coupe du monde, il dispute le premier match de son équipe face aux Fidji, puis laissé au repos face à l'Uruguay, il dispute l'un des chocs de la « poule de la mort » face aux Anglais, remporté sur le score de 33 à 13, cette victoire éliminant le pays hôte de la phase finale. Lors de cette rencontre, il est coupable d'un coup d'épaule lors d'une entrée dans un ruck, qui, bien que uniquement sanctionnée d'une pénalité lors de la rencontre, lui doit d'être cité,. Il est finalement suspendu une semaine, ce qui le prive de la rencontre face au pays de Galles.
En juin 2023, il est sélectionné en équipe d'Australie par Eddie Jones pour participer au Rugby Championship,. Il est ensuite absent de la sélection australienne pour la Coupe du monde, une blessure à un mollet contractée en juillet en est la raison invoquée.
Fin juin 2024, n'étant pas retenu par l'équipe d'Australie de rugby à sept pour les Jeux olympiques de Paris, il annonce prendre sa retraite sportive avec effet immédiat,.

## Style de jeu
Relativement petit pour un joueur de son poste (1,82 m), il profite de son centre de gravité bas qui lui assure une meilleure stabilité lors des regroupements. En 2014, le sélectionneur australien Ewen McKenzie loue sa grande mobilité et ses capacités d'accélération. Il loue son endurance et sa régularité, ce qui est important pour un entraîneur et pour la sélection australienne, selon McKenzie. Il a la caractéristique d'être très bon dans les phases de rucks, au même titre que son compatriote David Pocock, que l'Anglais Steffon Armitage ou encore que le Néo-zélandais Richie McCaw.

## Statistiques

### En club et franchise
Michael Hooper participe à dix éditions du Super Rugby, disputant un total de 55 rencontres depuis sa première apparition contre les Chiefs en 2010. Il dispute 31 de celles-ci avec les Brumbies, puis 144 avec les Waratahs. Il inscrit 27 essais, cinq avec les Brumbies et vingt-deux avec les Waratahs.

### En équipe nationale
Michael Hooper compte 125 sélections avec les Wallabies, dont 119 titularisations, depuis le 5 juin 2012 à Newcastle face à l'Écosse. Il inscrit 22 essais, pour un total de 110 points.
Parmi ces sélections, il compte 50 sélections en The Rugby Championship, inscrivant 9 essais.
Il dispute deux éditions de la Coupe du monde, d'abord en 2015, où il participe aux rencontres face aux Fidji, l'Angleterre, l'Uruguay, le Pays de Galles, l'Écosse, l'Argentine et la Nouvelle-Zélande. Et à la Coupe du monde 2019, il dispute quatre matchs contre les Fidji, le pays de Galles, l'Uruguay et l'Angleterre.
À la suite de la retraite de Stephen Moore, le capitanat de la sélection lui est confié.

## Palmarès

### En franchise
- Vainqueur du Super Rugby en 2014 avec les Waratahs.

### En équipe nationale
- Vainqueur du Rugby Championship en 2015 avec l'équipe d'Australie.
- Finaliste de la Coupe du monde en 2015 avec l'équipe d'Australie.